# Susanne Baer

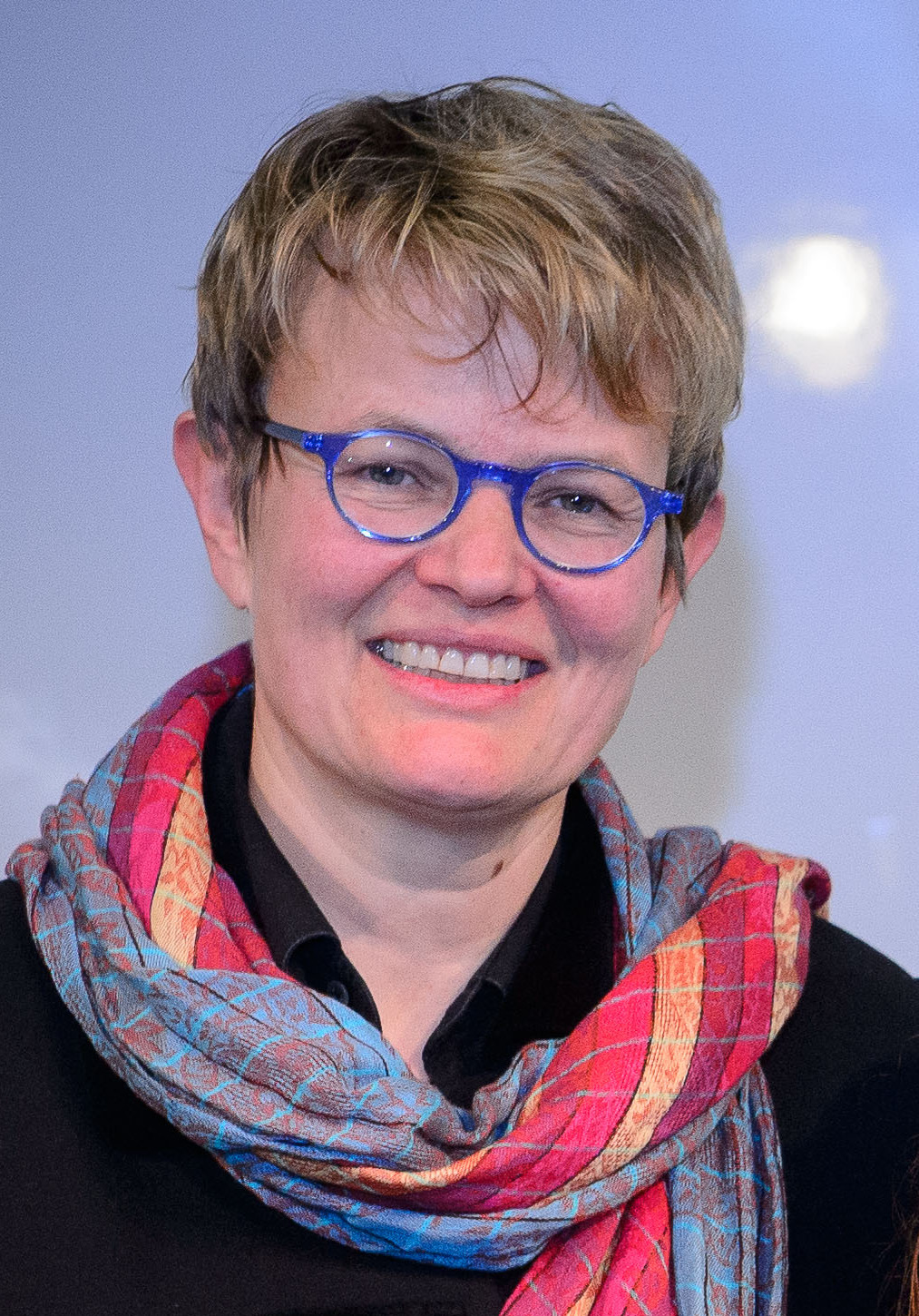
Susanne Baer (2014)

Susanne Baer (* 16. Februar 1964 in Saarbrücken) ist eine deutsche Rechtswissenschaftlerin. Von 2011 bis 2023 war sie Richterin des Bundesverfassungsgerichts.

## Leben

### Ausbildung
Baer studierte nach ihrer Schulzeit von 1983 bis 1988 Rechts- und Politikwissenschaften an der Freien Universität Berlin. 1988 legte sie das Erste Staatsexamen, 1991 das Zweite Staatsexamen in den Rechtswissenschaften ab. 1993 erhielt sie den Master of Laws an der University of Michigan Law School. Sie wurde 1995 bei Spiros Simitis und Erhard Denninger promoviert. Die Promotion wurde von der Hans-Böckler-Stiftung gefördert. Im Jahr 2000 habilitierte sie sich bei Alexander Blankenagel und Bernhard Schlink.

### Juristischer Werdegang
1999 war sie zunächst Gastprofessorin an der neu gegründeten Staatswissenschaftlichen Fakultät der Universität Erfurt, dann von 2001 bis 2002 Vertretungsprofessorin für Öffentliches Recht an der Universität Bielefeld. Von 2000 bis 2010 unterrichtete sie an der Central European University in Budapest vergleichendes Verfassungsrecht. Seit 2002 ist sie Professorin für Öffentliches Recht und Geschlechterstudien an der Juristischen Fakultät der Humboldt-Universität zu Berlin. Dieser Lehrstuhl wurde extra geschaffen, um Gender-Forschung interdisziplinär zu verankern und um die Gründung des GenderKompetenzZentrums an der Humboldt-Universität Berlin vorzubereiten. Das GenderKompetenzZentrum, dessen Leiterin sie von 2003 bis 2010 war, war als Drittmittelprojekt am Lehrstuhl von Baer angesiedelt und wurde vom Bundesministerium für Familie, Senioren, Frauen und Jugend bis zur Einstellung der Finanzierung 2010 gefördert. Von 1. September 2005 bis zum 30. September 2006 war sie Vizepräsidentin für Studium und Internationales an der Humboldt-Universität zu Berlin, 2009 bis 2011 Studiendekanin der Juristischen Fakultät. 2009 erhielt sie eine „James W. Cook Global Law“-Professur an der University of Michigan Law School und dort 2014 die Ehrendoktorwürde. Im Jahr 2014 wurde sie an der Nationaluniversität Taiwan zur „Weng Yueh-Sheng Chair“-Professorin ernannt. 2018 erhielt sie Ehrendoktorwürden der Universität Luzern und der Universität Hasselt.
Baer beschäftigt sich in ihren Werken und ihrer Forschung unter anderem mit den Themen Grundrechte und vergleichendes Verfassungsrecht, Genderstudien, Antidiskriminierungsrecht, feministische Rechtswissenschaft und Gleichstellungsrecht. Sie ordnete sich 1999 als Feministin ein.
Sie gründete 2008 das „Institut für interdisziplinäre Rechtsforschung – Law and Society Institute (LSI)“ an der Humboldt-Universität Berlin, das im Sommersemester 2009 mit der Humanistischen Union eine Ringvorlesung zum Thema „60 Jahre Grundgesetz“ veranstaltete.

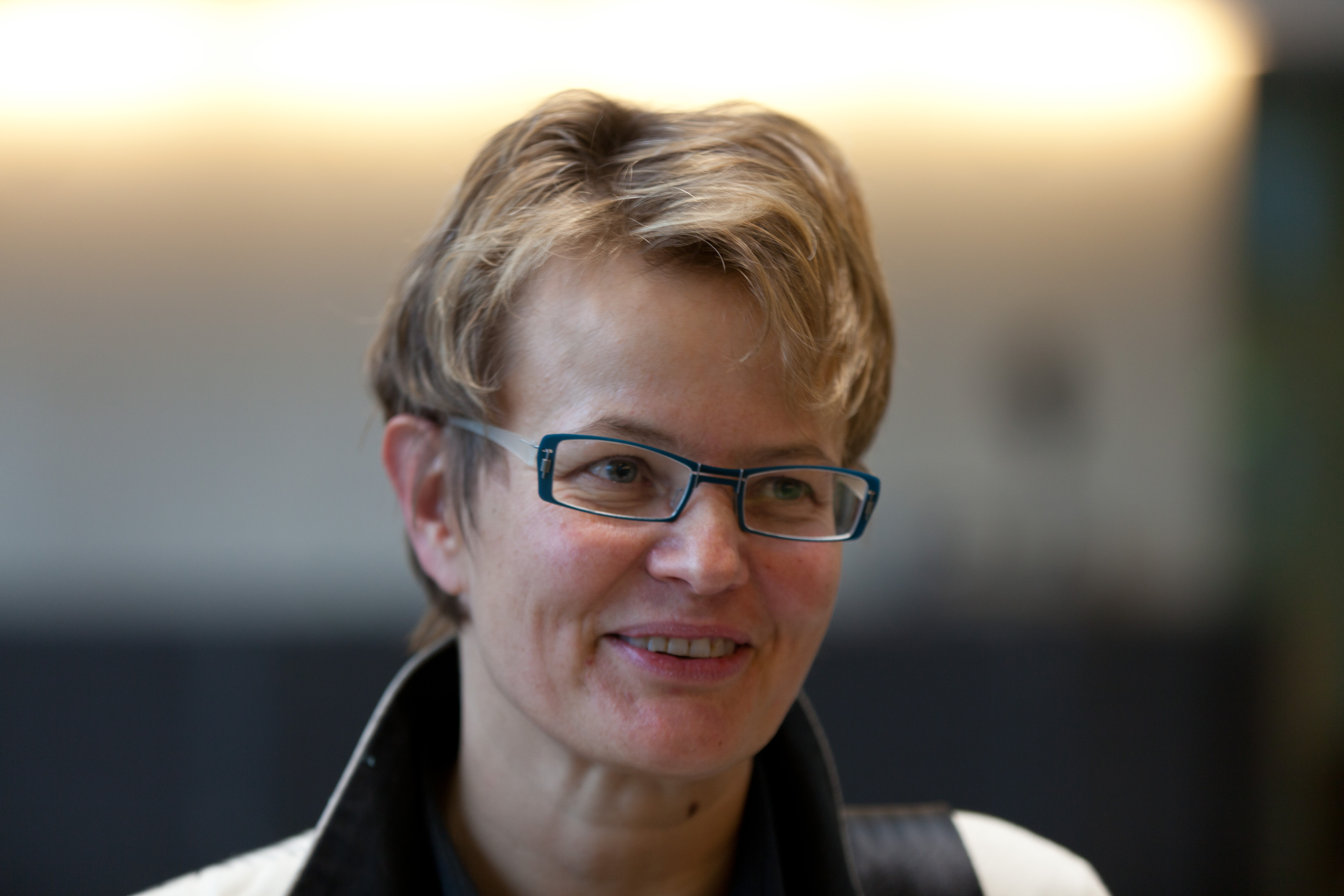
Susanne Baer (2010)

Baer wurde im November 2010 von Bündnis 90/Die Grünen für ein Richteramt am Bundesverfassungsgericht nominiert und am 11. November 2010 vom Wahlausschuss des Deutschen Bundestags gewählt und war vom 2. Februar 2011 bis 20. Februar 2023 im Amt. Sie war dort Mitglied des Ersten Senats und folgte Brun-Otto Bryde nach. Baer war die erste offen homosexuell lebende und verpartnerte Bundesverfassungsrichterin und setzt sich seit langem für die Gleichstellung von Schwulen und Lesben ein. Zu den aufsehenerregendsten Urteilen, an denen sie mitgewirkt hatte, zählte der Klimabeschluss von 2021. Rückblickend sagte sie zu den Motiven des Senats: „Wir haben gedacht: Jugendliche haben Rechte, und es ist die Aufgabe des Gerichts, dem Gesetzgeber klarzumachen, dass er diese Rechte angemessen berücksichtigt.“ Baer schied am 20. Februar 2023 aus dem Bundesverfassungsgericht aus. Ihr Nachfolger wurde Martin Eifert.

### Mitgliedschaften
Susanne Baer war Vorstandsmitglied der Fachgesellschaft Geschlechterstudien von ihrer Gründung 2010 bis 2012. Sie gehörte dem wissenschaftlichen Beirat der Peer-Review-Fachzeitschrift Gender an und ist Vorsitzende des Beirats der Stiftung Forum Recht. Sie ist Redaktionsmitglied der Streit – feministische Rechtszeitschrift.

## Ehrungen
- 1995: Walter-Kolb-Gedächtnispreis der Stadt Frankfurt am Main.[27]
- 2002: Preis für gute Lehre, Philosophische Fakultät III, Humboldt-Universität Berlin.
- 2012: Caroline-von-Humboldt-Professur, Humboldt-Universität Berlin.[28]
- 2013: Augspurg-Heymann-Preis.[29]
- 2014: Ehrendoktorwürde University of Michigan, USA.
- 2017: Wahl zum korrespondierenden Mitglied der British Academy.[30]
- 2018: Ehrendoktorwürde Universität Luzern, Schweiz.[11]
- 2018: Ehrendoktorwürde der Universität Hasselt, Belgien.
- 2023: Großes Bundesverdienstkreuz mit Stern und Schulterband[31]
- 2024: Fellow im Thomas-Mann-Haus der Bundesrepublik Deutschland in Pacific Palisades, Los Angeles[32]
- 2018: Ehrendoktorwürde der Universität Linz, Österreich.[33]

## Schriften (Auswahl)

### Lehrbuch
- Rechtssoziologie: Eine Einführung in die interdisziplinäre Rechtsforschung. 5. Auflage. Nomos, Baden-Baden 2023, ISBN  978-3-8487-7296-4.

### Monografien
- Würde oder Gleichheit? Zur angemessenen grundrechtlichen Konzeption von Recht gegen Diskriminierung am Beispiel sexueller Belästigung am Arbeitsplatz in der Bundesrepublik Deutschland und den USA. Baden-Baden 1995.
- mit Birgit Schweikert: Das neue Gewaltschutzrecht. Baden-Baden 2002.
- „Der Bürger“ im Verwaltungsrecht zwischen Obrigkeit und aktivierendem Staat. Tübingen 2006.
- mit Norman Dorsen, Michel Rosenfeld und András Sajó: Comparative Constitutionalism: Cases and Materials. 2. Auflage. St. Paul 2010.

### Sammelbände
- Gender Mainstreaming in der Personalentwicklung – Diskriminierungsfreie Leistungsbewertung im öffentlichen Dienst Band 1, Gender kompetent, Beiträge aus dem GenderKompetenzZentrum (gemeinsam mit Dietrich Englert), Bielefeld 2006.
- Gender Works! Gender Mainstreaming: Gute Beispiele aus der Facharbeit (gemeinsam mit Karin Hildebrandt), Frankfurt am Main 2007.
- Gleichberechtigte Familien? Wissenschaftliche Diagnosen und politische Perspektiven, Gender kompetent, Beiträge aus dem GenderKompetenzZentrum (gemeinsam mit Julia Lepperhoff), Bielefeld 2007.

### Aufsätze
- Entwurf eines Gesetzes gegen Pornographie. In: Kritische Justiz. 02/1988, S. 177–188.
- Braucht das Grundgesetz ein Update? Demokratie im Internetzeitalter. In: Blätter für deutsche und internationale Politik. 1/2011, S. 90–100.
- Hat das Grundgesetz ein Geschlecht? Gender und Verfassungsrecht. In: Blätter für deutsche und internationale Politik. 1/2013, S. 107–118.
- Gleichberechtigung revisited. Zur Interpretation des Art. 3 GG und internationaler Gleichbehandlungsgebote. In: Neue Juristische Wochenschrift. 43/2013, S. 3145–3150.

## Vorträge
- Adjudicating Inequalities. Some Observations from the Bench, Bernstein Lecture, Duke University, Durham, 30. September 2013.[34]
- „Gleichheit und Differenz“, Ringvorlesung 60 Jahre Grundgesetz – Anspruch und Wirklichkeit, Humboldt-Universität zu Berlin.[35]